# The Devil's Candy
The Devil's Candy è un film del 2015 scritto e diretto da Sean Byrne.

## Trama
A notte fonda in una casa di campagna, Raymond Smilie sente una voce. Come reazione inizia a suonare la sua chitarra rossa, una Flying V, a tutto volume dinanzi ad un crocifisso. Sua madre entra nella stanza e scollega la chitarra dall'amplificatore. Quando Ray cerca di spiegare che lo stava facendo per evitare di sentire la "sua" voce, la donna gli dice che ha bisogno di tornare in ospedale. Ray continua a sentire una voce ed uccide la madre facendola cadere dalle scale. Poco dopo, un uomo entra nella casa e vede il cadavere della donna.
Poco tempo dopo, la casa viene venduta a Jesse Hellman, un pittore di poco successo. Jesse, insieme alla moglie Astrid e alla figlia Zooey, traslocano nella nuova abitazione. Contemporaneamente, Ray prende una stanza in un motel, durante la notte ascolta dei nastri che predicano del Diavolo e poi inizia a suonare la chitarra. Quando un poliziotto va a controllare l'origine del fracasso notturno, intima gentilmente Ray di smettere di suonare, cosa che fa.
Jesse inizia a sentire delle voci e, ispirato, inizia a dipingere una croce nera rovesciata su sfondo bianco.
Poco dopo Jesse entra in contatto con Belial, una galleria d'arte di proprietà del signor Leonard. Su insistenza di Jesse, la segretaria di Leonard osserva le fotografie del dipinto raffigurante la croce rovesciata e ne pare compiaciuta. Un pomeriggio, Ray bussa alla porta ed ha una breve conversazione con Zooey, la quale mostra il suo interesse per la musica e per la Flying V, chitarra che Ray possiede. L'uomo, nel tentativo di entrare nell'abitazione, viene scacciato da Jesse.
La mattina successiva, Zooey e Jesse trovano la chitarra Flying V di proprietà di Ray davanti a casa, ma Jesse si rifiuta di tenerla.
Contemporaneamente, Ray colpisce alle spalle un bambino che stava giocando sull'altalena con un sasso. Trascina il corpo nella stanza del motel ed inizia a tagliarlo a pezzi mettendo poi il corpo in una valigia e lo seppellisce sottoterra. Intanto Jesse inizia a dipingere un quadro rappresentante dei bambini dal volto distorto, tra i quali quello appena ucciso da Ray.
Distratto dal suo lavoro, si dimentica di andare a prendere da scuola Zooey e per farsi perdonare permette alla ragazza di tenere la chitarra. Jesse continua a lavorare al dipinto fino a rappresentare tutti i bambini che stanno per essere divorati da una creatura mostruosa con molteplici occhi e tre teste; ad un certo punto nota di aver disegnato anche Zooey avvolta dalle fiamme. La moglie Astrid lo trova di fronte al dipinto e Jesse le rivela che lui sta disegnando queste cose perché sente le urla dei bambini dentro di lui che gli stanno chiedendo di essere liberati.
Durante la notte, Ray riesce ad intrufolarsi nella casa e piomba nella stanza da letto di Zooey. Le copre la bocca con una mano e le spiega che "lui" la vuole, ma Ray sta cercando di non farle del male. Zooey accetta di stare zitta, ma inizia ad urlare appena ne ha occasione allertando i genitori. Ray fugge e la famiglia si reca alla polizia.
Il giorno successivo, Leonard riesce a vedere l'ultimo lavoro di Jesse. Apprezzando la macabrosità del dipinto, Leonard gli offre del vino. Rifiutando inizialmente l'offerta poiché sarebbe dovuto andare a prendere Zooey a scuola, inizia a bere con Leonard. Mentre è in macchina per andare alla scuola della figlia, finisce fuori strada dalla fretta e buca una gomma; arrivato in ritardo scopre che la figlia è sparita. Nel bagno del motel dove alloggia Ray, Zooey si sveglia e scopre di essere stata rapita. Ray le dice che non può resistere alla volontà di "lui" e che la considera come la "più dolce delle caramelle".
Mentre Ray si prepara ad ucciderla ascoltando la messa, Zooey riesce a scappare e raggiunge la famiglia. La polizia svela a Jesse l'identità e la storia mentale di Ray. Spiegano che è convinto di servire il Diavolo e che i bambini che uccide sono le "sue caramelle". La famiglia viene scortata a casa e due poliziotti rimangono a guardia della casa la sera.
La stessa notte, Ray uccide i due poliziotti e prende una delle loro armi. Spara a Jesse mentre cercava di difendersi e trascina Zooey per le scale fino alla sua camera, cosparge di benzina il pavimento e appicca il fuoco. Astrid, ancora viva, sveglia Jesse che sembrava morto e i due escono dalla casa. Jesse entra dalla finestra nella camera della figlia e riesce ad uccidere Ray a colpi della sua stessa chitarra.
Jesse salva Zooey e mentre esce dalla casa gli tornano in mente le parole "i bambini dentro di me mi chiedono di essere liberi", inizia a camminare quindi intorno alla casa trovando il luogo dove Ray seppelliva le valigie con i cadaveri. Jesse inizia a scavare con le mani scoprendo i corpi dei bambini rinchiusi nelle valigie; a questo punto il sole sorge e Jesse inizia a guardare il cielo e con un lieve sorriso di liberazione sul volto inizia a piangere.

## Distribuzione
Il film è stato presentato in anteprima al Toronto International Film Festival il 13 settembre 2015 e distribuito nelle sale cinematografiche statunitensi dal 17 marzo 2017 e in quelle italiane dal 7 settembre dello stesso anno.

## Accoglienza
Il film ha ricevuto molte recensioni positive. Rotten Tomatoes ha un 92% di recensioni positive. Metacritic, che normalmente assegna lavori da 0% a 100%, ha ricevuto 72% basandosi su 10 recensioni.